# Sendepause
Sendepause ist in Hörfunk und Fernsehen eine kurze Zeitspanne zwischen zwei Sendungen, während der das Programm unterbrochen ist.
Sendepausen (englisch „intermission“) sind im heutigen Programm weltweit kaum noch eingeplant, vielmehr fällt es den Sendern schwer, die geplanten Sendeplätze nicht zu überschreiten. Früher waren Sendepausen durchaus üblich und wurden mit Pausenzeichen überbrückt.

## Technische Sendepausen
Hierbei unterscheidet man aus technischen Gründen zwischen geplanten und unerwarteten Sendepausen.

### Geplante Sendepausen
Häufig waren im öffentlich-rechtlichen Fernsehen Deutschlands Umschaltungen von einer Sendeanstalt zur anderen bei Beginn einer neuen Sendung insbesondere in der ARD erforderlich (Hinweistafeln „wir schalten um“). Eine Umschaltung konnte bis zu 15 Minuten dauern, in denen die Zuschauer mit einem Pausenbild und Musik vertröstet wurden. Die Umschaltpausen störten den Programmfluss und damit auch die Rezeption erheblich. Im Mai 1954 wurden diese Umschaltpausen, die bei der „Umzündung“ der Richtfunkstrecken der Bundespost für das Fernsehen beim Wechsel der Funkrichtung entstanden, von 15 auf 5 Minuten verkürzt. „Erst 1956/57 ließ sich die Richtfunkstrecke mehrgleisig bedienen, so dass dank der nun möglichen ‚Blitzumschaltungen‘ die Umschaltpausen entfielen.“ Man unterscheidet diese eingeplante Sendepause von der unerwarteten Sendepause, die durch technische Pannen entsteht.

### Sendepausen auf Grund des Genfer Wellenplans
Manche Sendeanlagen im Lang- und Mittelwellenbereich dürfen aufgrund des Genfer Wellenplans während der Nachtstunden nicht betrieben werden, da sie sonst andere frequenzgleiche Sender wegen Überreichweite stören würden. So durfte der Deutschlandfunk bis 1989 nur während der Tagstunden auf der Langwellenfrequenz 207 kHz senden, da für die nächtliche Nutzung dieser Frequenz eine Richtantenne nötig war, welche beim bis 1989 benutzten Sender Erching nicht existierte (die seit 1989 genutzte Anlage in Aholming hat eine solche Richtantenne).
Der bis 2004 auf der Mittelwellenfrequenz 612 kHz betriebene Schleswig-Holsteinische Jugendsender von Power 612 musste während der Nachtstunden stets abgeschaltet werden, dies geschah jeden Abend um 19:00 Uhr.

### Unerwartete Sendepausen
Technische Pannen jeder Art können den Programmablauf stören und zu einer erzwungenen Sendepause führen. Das ist auch heute weltweit nicht ausgeschlossen. Am meisten gefährdet sind Live-Übertragungen aller Art, aber auch Ausfälle technischer Geräte oder Senderausfall können unerwartet eintreten. Heute kommen unerwartete Sendepausen vereinzelt wegen technischer Pannen vor. Testbilder zur visuellen Überbrückung einer Unterbrechung kommen heute nur noch zum Einsatz, wenn eine Live-Übertragung zusammenbricht. Im heutigen rastlosen Radio und Fernsehen sind Pausen zur Rarität geworden und bergen die Gefahr, dass Zuschauer durch Zapping zu anderen Sendern abwandern.

## Geschichte

NDR-Logo mit Walross „Antje“

Telesaar, der erste kommerzielle Radiosender in Europa, hatte 1953 in seinem Programm anfangs eine zweistündige Sendepause von 18.00 bis 20.00 Uhr eingeplant. Eine färöische Radiostation war im Februar 1957 zu Sendepausen gezwungen, weil sie zu wenig Beschäftigte hatte. Noch zwischen 1978 und 2001 strahlte der NDR einen Pausenfilm mit dem berühmt gewordenen Walross „Antje“ aus, das am 17. Juli 2003 verstarb. In der ARD gab es ersichtlich bis Februar 1986 im Programm eingeplante Sendepausen, die meistens nachmittags (zwischen 13.10 und 15:00 Uhr) stattfanden. Die Sendepause sollte als „Pause vom Programm“ verstanden werden. „Dem Zuschauer soll das kurze oder etwas längere Warten erleichtert werden, aber es soll eine Pause sein, die ihn nicht zum Zuschauen zwingt.“ Programmlücken werden heute entweder mit Werbung (Radiowerbung / Fernsehwerbung) oder seit 1968 im deutschen Fernsehen mit Trailern (kurze Programmhinweise zwischen einzelnen Sendungen) überbrückt.
In den USA gibt es gesetzliche Zwänge, den Hinweis auf die Senderstation („station identification“) nach einem bestimmten Rhythmus (2 Minuten pro Stunde) auszustrahlen, ohne dabei die Kontinuität des Programmablaufs zu stören. Während dieser so genannten „station breaks“ müssen die Sender ihre Kanal-Nummer und ihre Senderabkürzung einblenden, was für Fernsehwerbung genutzt werden kann.

## Sonstiges
Werbeunterbrechungen sind keine Sendepause, weil diese in der vorherigen Programmplanung berücksichtigt werden. Auch der früher übliche Sendeschluss war keine Sendepause, weil es sich nicht um eine kurze Zeitspanne handelte und zudem das Programm beendet wurde. Zeitzeichensender legen zwischen ihren Sendungen technisch bedingte Sendepausen ein.